# Gloydius intermedius
La vipera dell'Amur (Gloydius intermedius Strauch, 1868)) è un serpente velenoso appartenente alla famiglia dei Viperidi.

## Descrizione

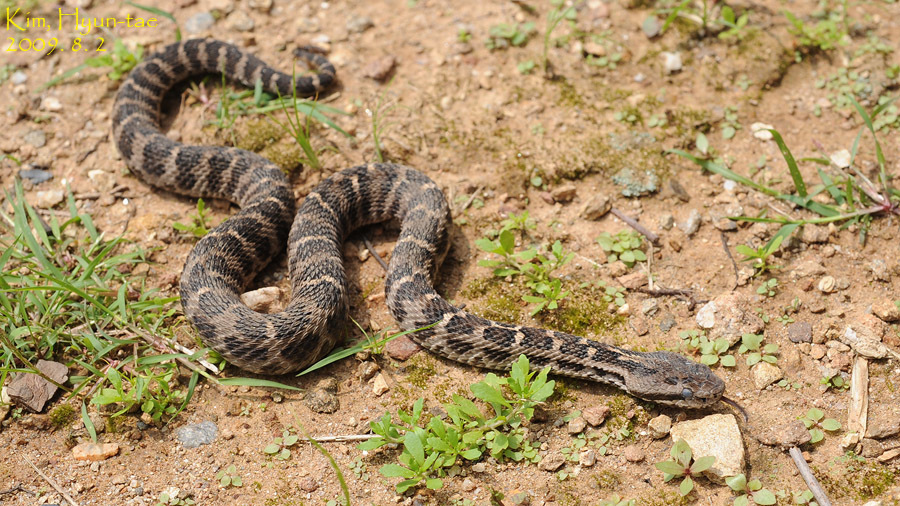
Vipera dell'Amur.

La lunghezza totale del corpo raggiunge gli 80 cm o più (la coda misura 13-15 cm). I maschi sono più grandi delle femmine. La testa è grande, ben separata dal collo, e ricoperta superiormente da grandi scudi che formano uno scudo depresso. Gli scudi sopralabiali sono 7-8. Attorno alla metà del corpo ci sono 23 (meno spesso 21) file di squame. Presenta 148-175 scudi ventrali e 34-52 paia di scudi subcaudali. Il colore della parte superiore del corpo varia dal rosso-marrone scuro al marrone-rossastro chiaro. 28-45 strisce grigio scuro, marroni o nere attraversano il corpo. 9-13 strisce di questo tipo corrono lungo la coda. Il ventre va dal grigio chiaro al quasi nero con macchioline. Sui fianchi vi sono macchie scure, che a volte si fondono con le strisce trasversali formando un'unica linea spezzata.

## Distribuzione e habitat
La specie è presente in Russia, Corea e Cina nord-orientale. In Russia si incontra nell'Estremo Oriente, a nord fino al corso inferiore dell'Amur e ad ovest fino alla confluenza tra Zeja e Bureja. Ad est si spinge fino alle coste del Mar del Giappone e dello Stretto dei Tartari. Pertanto, il suo areale copre il territorio del Litorale, la parte meridionale del territorio di Chabarovsk e l'oblast' dell'Amur. Vive in simpatria con la vipera dell'Ussuri e con la vipera dalla coda corta.

## Biologia
È una specie comune nei boschi montani decidui e misti, nei prati alpini e nei ghiaioni. Predilige gli habitat rocciosi, e in montagna si spinge fino a 1300 m sul livello del mare. La densità di popolazione è di 1-1,5 individui per ettaro.
Si accoppia tra la fine di aprile e l'inizio di giugno, ma alcuni esemplari sono stati visti accoppiarsi anche in autunno. Nel territorio del Litorale, le femmine hanno un ciclo riproduttivo di due anni. Le femmine iniziano a riprodursi quando raggiungono una lunghezza del corpo di 48 cm. In agosto-settembre nascono i giovani, della lunghezza di 19-25 cm e del peso di 5,6-8,7 g. Negli ovidotti sono state registrate fino a 11 uova.
Si nutre principalmente di piccoli mammiferi, nonché di lucertole e uccelli che nidificano a terra. Come rifugio utilizza fessure nella roccia, nei ceppi e nel legno morto. Va in ibernazione sui pendii ripidi esposti a sud, negli anfratti alla base delle rocce; in uno di questi rifugi si possono trovare fino a 30 vipere. Esce dall'ibernazione in aprile-maggio. In primavera e all'inizio dell'estate rimane limitata ai versanti esposti a sud, mentre in estate si diffonde su tutto il territorio.

## Tassonomia
In passato alcune popolazioni venivano considerate come una specie indipendente, Gloydius saxatilis (Emelianov, 1937), attualmente trattata come sinonimo junior di intermedius.
Si ritiene che il suo parente più stretto sia Gloydius shedaoensis Zhao, 1979, endemico della Cina.